# Centruroides elegans
Espèce
Synonymes
- Centrurus elegans Thorell, 1876

Centruroides elegans est une espèce de scorpions de la famille des Buthidae.

## Distribution
Cette espèce est endémique du Mexique. Elle se rencontre au Sinaloa, au Nayarit, au Jalisco, au Colima, au Michoacán, au Guerrero, en Oaxaca, au Morelos et dans l'État de Mexico.

## Description
L'holotype mesure 82 mm.

## Liste des sous-espèces
Selon The Scorpion Files (11/10/2020) :
- Centruroides elegans edentulus Werner, 1939
- Centruroides elegans elegans (Thorell, 1876)
- Centruroides elegans insularis Pocock, 1902 du Nayarit

## Publications originales
- Thorell, 1876 : « Études Scorpiologiques. » Atti della Societa Italiana di Scienze Naturali, vol. 19, p. 75–272 (texte intégral).
- Pocock, 1902 : « Arachnida. Scorpiones, Pedipalpi, and Solifugae. » Biologia Centrali-Americana, vol. 9, p. 1-71 (texte intégral).
- Werner, 1939 : « Neu Eingange von Skorpionen im Zoologischen Museum in Hamburg. II. Teil. » Festschrift zum 60 Geburtstage von Prof. Dr. Embrik Strand, vol. 5, p. 351-360.